# Mons Rumker
Mons Rumker (Planina Rumker) je izolirana vulkanska formacija koja se nalazi na sjeveru Mora Oluja, mjesečevog mora koje je velika bazaltna ravnica nastala kao posljedica udara prije 3.8 milijardi godina. Vulkanska formacija je velike visoravan, promjera 70 km koji se uzdiže do 1300 m iznad okolnih ravnica. Visoravan je djelomično omeđena liticom, što čini jasnu granicu s okolnim ravnicama. 
Visoravan čine 22 pojedina humka, od kojih neki imaju kratere na vrhu. Izgled humaka je nalik štitastim vulkanima na Zemlji te su mogli nastati kao posljedica erupcija nakon kojih se lava sporo hladila. Ukupan volumen vulkanskog materijala u visoravni procjenjuje se na 1800 kubnih kilometara. Spektralni odaziv materijala na visoravni sličan je bazaltu iz okolnog "mora", što je dodatna potvrda kako je vulkanskog porijekla. Naime, vjeruje se kako su mjesečeva mora nastala kao posljedica izlijevanja lave iz unutrašnjosti nakon kolosalnih udara prije 3.8 milijardi godina. Starost visoravni se procjenjuje na oko 1.2 milijarde godine, što je čini mnogo mlađom od prosjeka površine Mjeseca, čija se starost procjenjuje na oko 3 do 4 milijarde godine. Zbog svoje relativne geološke mladosti kineska sonda Chang'e 5 spustila se na ravnicu sjeveoistočno od planine te prikupila uzorke tla i vratila ih na Zemlju.
Visoravan je ime dobila po njemačkom astronomu iz 19. stoljeća, Carlu Ludwigu Christianu Rümkeru.